# Turnagra
Genre
Synonymes
- Keropia Gray, 1840[2]
- Otagon Bonaparte, 1850[2]

Turnagra est un genre éteint de passereaux de la famille des Oriolidae. Il comprend deux espèces de piopios.

## Répartition
Ce genre se trouvait à l'état naturel en Nouvelle-Zélande,. Il a été observé pour la dernière fois en 1905.

## Liste alphabétique des espèces
Selon la classification de référence du Congrès ornithologique international (version 8.2, 2018) :
- † Turnagra capensis (Sparrman, 1787) — Piopio de Nouvelle-Zélande
  - † Turnagra capensis capensis (Sparrman, 1787)
  - † Turnagra capensis minor Fleming, JH, 1915
- † Turnagra tanagra (Schlegel, 1866) — Piopio de Schlegel, Piopio tanagra